# John Green (calciatore)
John Green (Warrington, 22 maggio 1939 – Warrington, 15 agosto 2010) è stato un allenatore di calcio e calciatore inglese, di ruolo centrocampista.

## Carriera
Green si forma calcisticamente nel Stockton Heath per poi passare nel 1958 al Tranmere, con cui ottiene il settimo posto nella Third Division 1958-1959.
Nel 1959 viene ingaggiato dal Blackpool, club con cui gioca otto stagioni consecutive nella massima serie inglese. La militanza con i Tangerines terminò nella stagione 1966-1967 che coincise con la retrocessione del suo club in cadetteria.
Nel 1967 passa al Port Vale, club di quarta serie, con cui ottiene il diciottesimo posto nella Fourth Division 1967-1968: iniziò la stagione da titolare, per poi rimanere ai margini della rosa con il prosieguo della stagione.
Nel 1968 si trasferisce per £7.500 in America per giocare con i canadesi del Vancouver Royals, impegnato nella prima edizione della North American Soccer League. Con i Royals ottenne il quarto ed ultimo posto della Pacific Division.
Terminata l'esperienza americana torna al Port Vale, riprendendo il posto da titolare con cui ottiene la promozione in terza serie grazie al quarto posto ottenuto nella Fourth Division 1969-1970 ed il personale titolo di miglior giocatore dei Vailants dell'anno. La stagione seguente Green perse però il posto da titolare, venendo poi svincolato al termine del campionato. Tra tutte le competizioni Green durante la sua militanza con il Port Vale giocò 102 incontri, segnando 8 reti.
Nella stagione 1971-1972 diviene allenatore-giocatore del Northwich Victoria.